# 布达拉宫
布达拉宫（藏語：ཕོ་བྲང་པོ་ཏ་ལ་，威利转写：pho brang po ta la，藏语拼音：Pozhang Bodala）坐落在中华人民共和国西藏自治區首府拉萨市区西北的玛布日山（红山）上，是一座规模宏大的宫殿式建筑群，最初是吐蕃王朝贊普松赞干布兴建。於17世纪重建后，成为历代达赖喇嘛的冬宫居所，為西藏政教合一的统治中心。整座宫殿具有鲜明的藏族风格，依山而建，气势雄伟。宫中收藏了无数的珍宝，為一座艺术殿堂。1961年納入中华人民共和国国务院第一批全国重点文物保护单位。1994年，布达拉宫列入世界文化遗产。

## 历史沿革
“布达拉”或译“普陀珞珈”，為梵文“Potalaka”之音译，意为“小白花樹”、“光明海島”等，佛教傳說中爲觀世音菩薩的常住道場，原位於印度南部，浙江舟山的普陀山之名亦源於此。公元7世纪初，松赞干布统一西藏，定都拉萨，建立起强大的吐蕃政权。641年，他与尼泊尔塔庫里王朝和中原唐王朝联姻，迎娶尺尊公主和文成公主，在玛布日山(紅山)上修建了宫殿，通常把它稱作紅山宮。当时的宮殿有大小房屋一千间，但是在赤松德赞统治时期遭遇雷火烧毁了一部分。后来在吐蕃王朝灭亡时，宫殿也几乎全部被毁，只留下了两座佛堂幸免于战火。此后随着西藏的政治中心移至萨迦，宮殿也一直处于破败之中。
1642年，五世达赖喇嘛洛桑嘉措建立了噶丹颇章政权，拉萨再度成为青藏高原的政治中心。1645年，他开始重建宮殿，三年后竣工，是为白宫。宮殿參考梵文「Potalaka」，依佛經觀世音菩薩的道場「布達拉」來命名。1653年，五世达赖入住宫中。从这时起，历代达赖喇嘛都居住在这里，重大的宗教和政治仪式也都在这里举行，布达拉宫由此成为西藏政教合一的统治中心。五世达赖去世后，为安放灵塔，宫廷总管第巴·桑结嘉措继续扩建宫殿，形成红宫。在红宫修建时，除了本地工匠，清政府和尼泊尔政府也都派出匠师参与，每天的施工者多达7700余人。整个布达拉宫到1693年基本完工，总共历时48年，耗资约白银213万两。
布达拉宫在建成后又进行过多次扩建，方形成今日之规模。1959年，十四世达赖喇嘛丹增嘉措离开西藏。此后，布达拉宫就不再是政治活动的场所，而只保留了宗教的功能。1988年，中華人民共和国政府批准了一项规模浩大的布达拉宫维修计划。大修于1989年初开始，按照“整旧如旧”的原则进行施工，并同时开展调查和文物登记工作。维修一期工程在1994年8月结束，耗资共计人民币5300万元。2002年6月，二期工程开工，於2009年8月竣工。

## 建筑概况

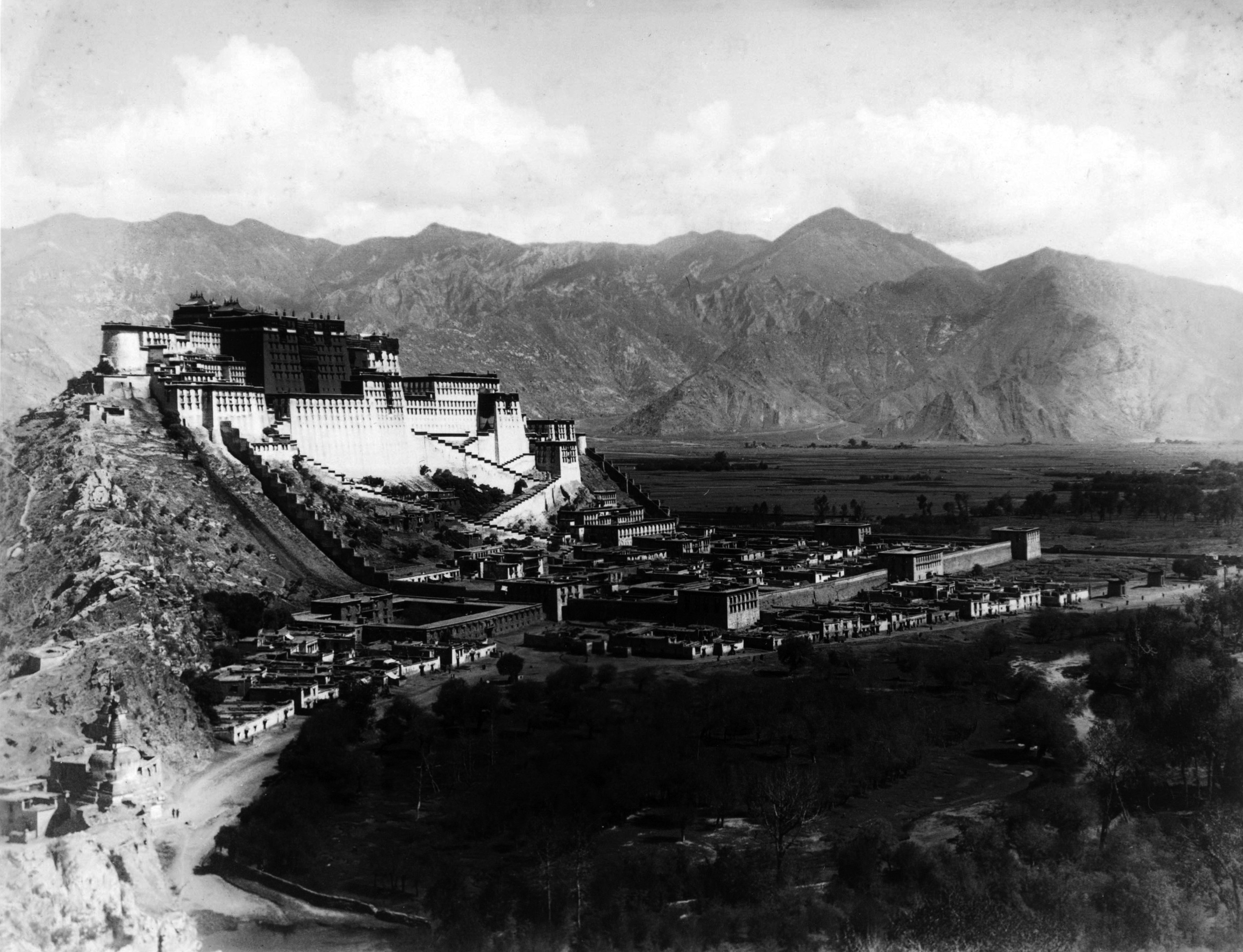
1920年代的布达拉宫。

布达拉宫依山垒砌，蜿蜒直至山顶，宫域几乎占据了整座山峰。宫内群楼耸峙，殿宇巍峨，金顶辉煌，气势雄伟，充分体现了藏式建筑的特色。主楼高117.2米，东西长360米，南北宽140米。从外观看有十三层，实际只有九层，下方的四层是由岩石向上砌筑的地垅墙，起支撑作用。整座布达拉宫有房屋近万间，全部为木石结构，建筑面积约13万平方米。宫殿外墙用大块花岗石砌筑，厚度2至5米，部分墙体夹层内还灌注铁汁，更加坚固。
布达拉宫的主体建筑由三部分组成。红宫居中，东连白宫，西接扎厦，三者相互贯通，浑然一体。宫殿在平面上是由许多矩形房屋拼合而成的，结构十分复杂。在纵向上，各种房屋高低错落，前后参差有致，主次分明。建筑的外部都用红、白、黄三色粉刷，象征威严、恬静和圆满，色彩和样式都具有鲜明的藏传佛教特征。

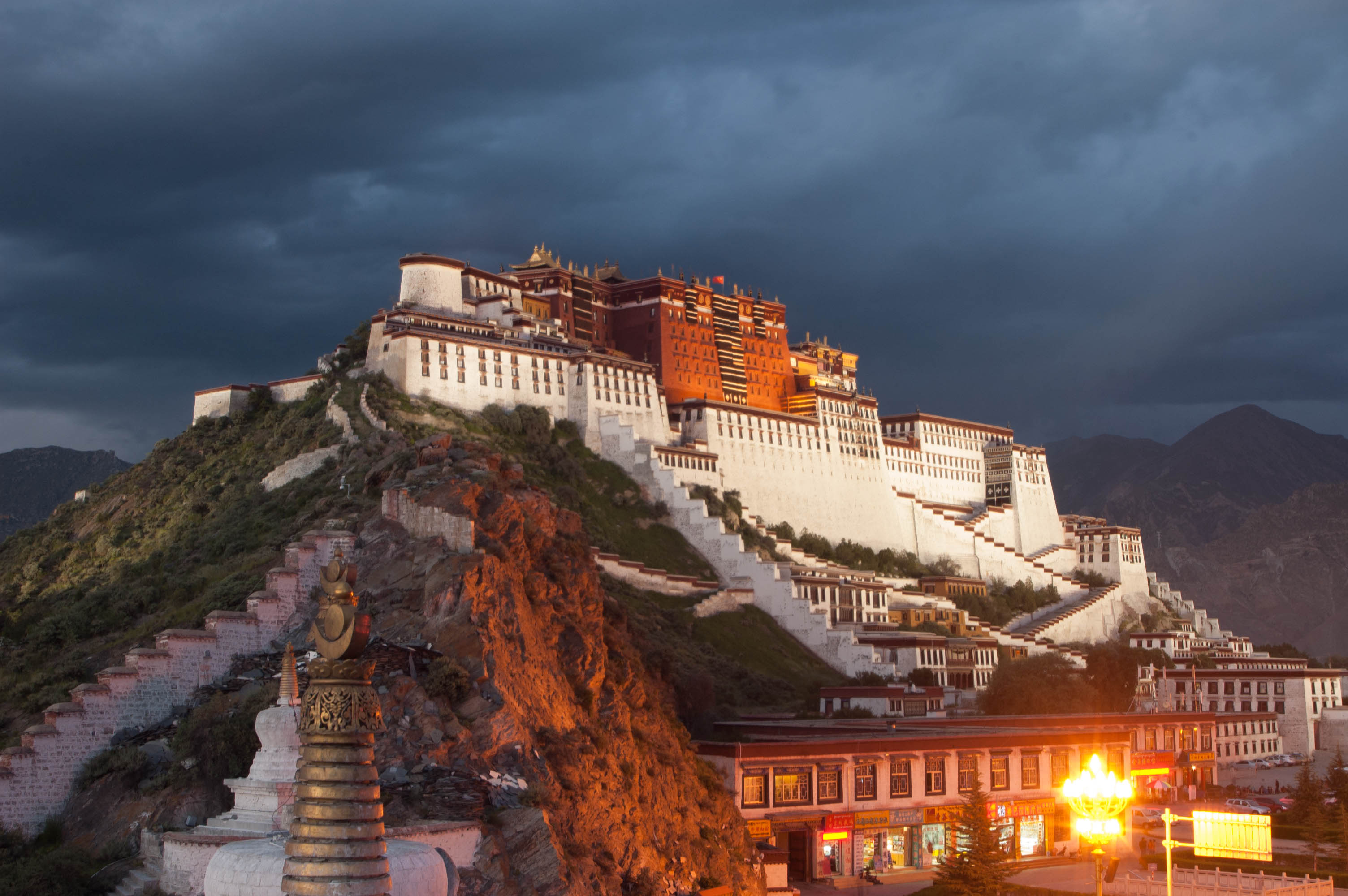
药王山观景平台
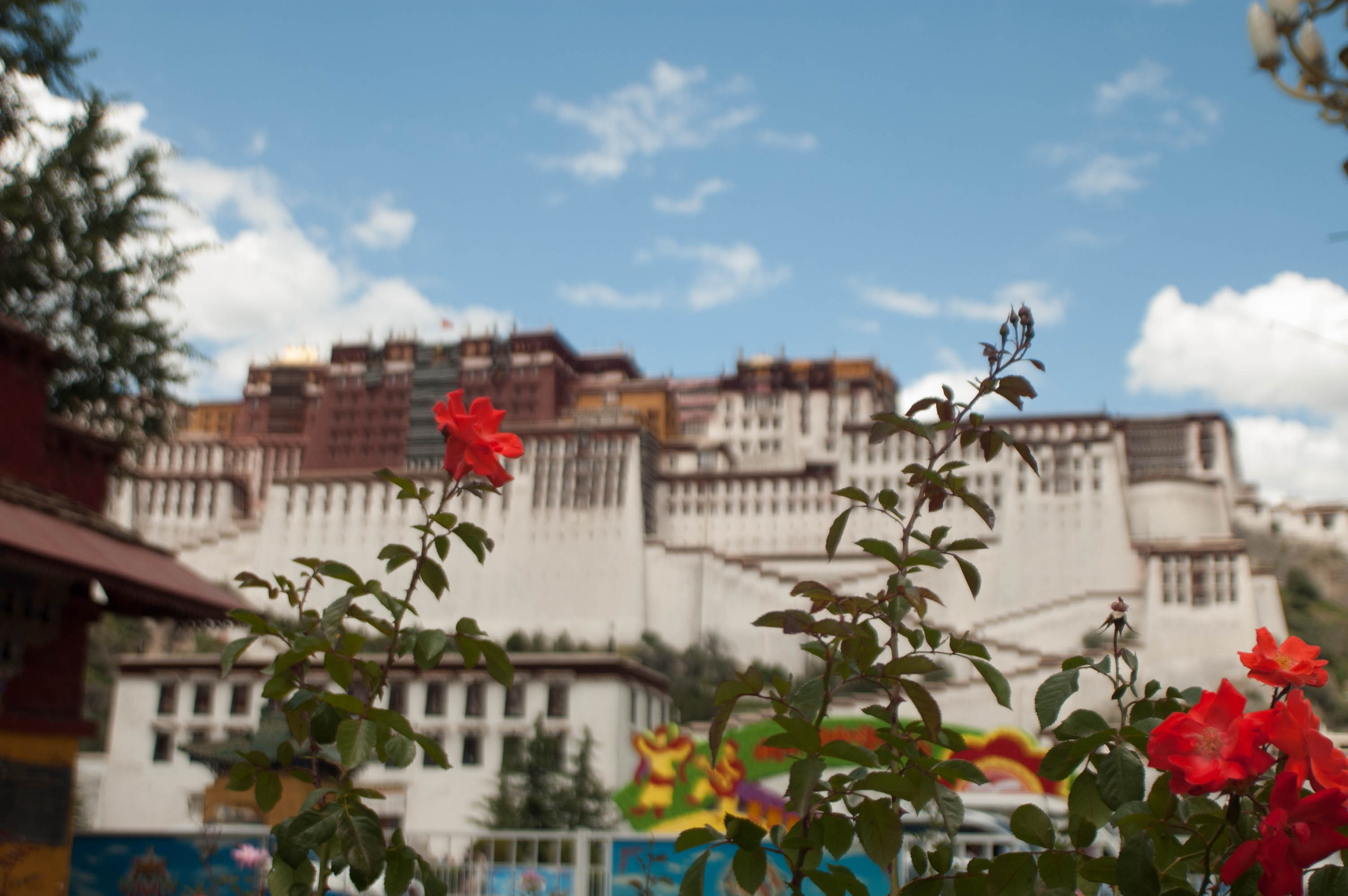
布达拉宫广场
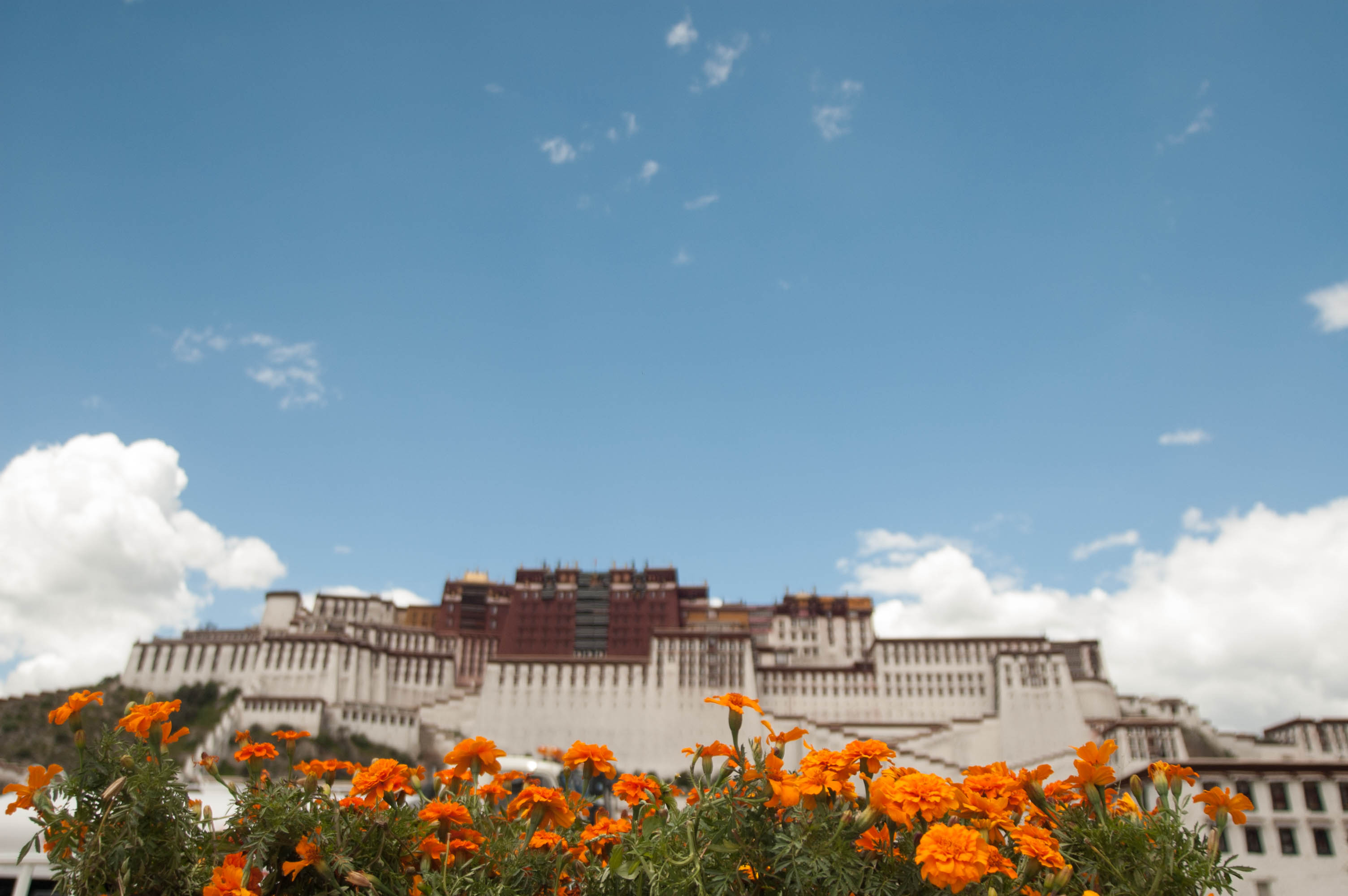
布达拉宫广场

## 白宫

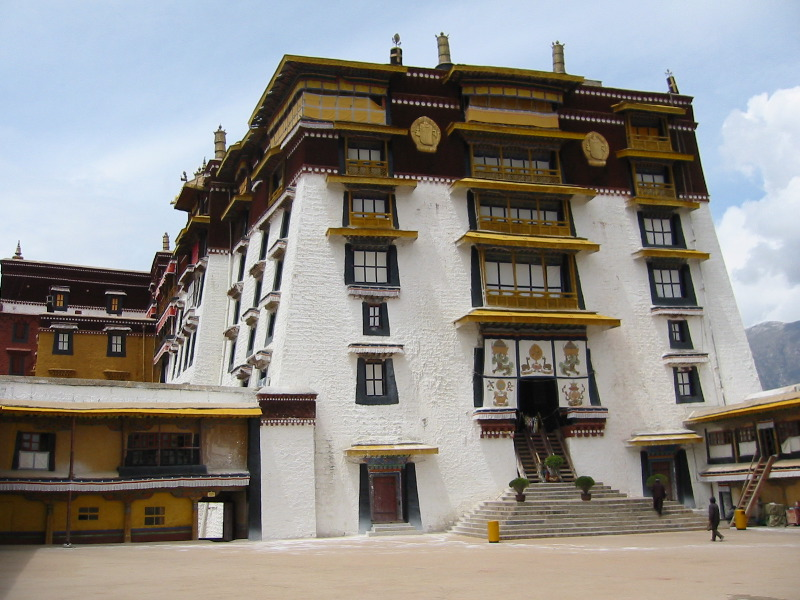
达赖喇嘛所住的白宫

白宫因外墙为白色而得名。它是达赖喇嘛生活、起居的场所，共有七层。最顶层是达赖喇嘛的寝宫“日光殿”，殿内有一部分屋顶敞开，阳光可以射入，晚上再用蓬布遮住，因此得名。日光殿分东西两部分，西日光殿（尼悦索朗列吉）是原殿，东日光殿（甘丹朗色）是后来仿造的，两者布局相仿，分别是十三世和十四世达赖喇嘛的寝宫，也是他们处理政务的地方。这里等级森严，只有高级僧俗官员才被允许进入。殿内包括朝拜堂、经堂、习经室和卧室等，陈设均十分豪华。
白宫的第六层和第五层都是生活和办公用房。第四层有白宫最大的殿宇东大殿（措钦厦）。殿长27.8米，宽25.8米，内设达赖宝座，上悬同治帝书写的“振锡绥疆”匾额。布达拉宫的重大活动如达赖坐床典礼、亲政典礼等都在此举行。
白宫外部有“之”字型的上山蹬道。东侧的半山腰有一块宽阔的广场，称作德央厦，是达赖喇嘛观看戏剧和举行户外活动的场所。广场的南北两侧建有僧官学校等。
白宫在红宫的下方与扎厦相连。扎厦位于红宫西侧，是为布达拉宫服务的喇嘛们的居所，最多时居住着僧众25000多人。它的外墙都是白色，因此通常也被看作是白宫的一部分。

## 红宫

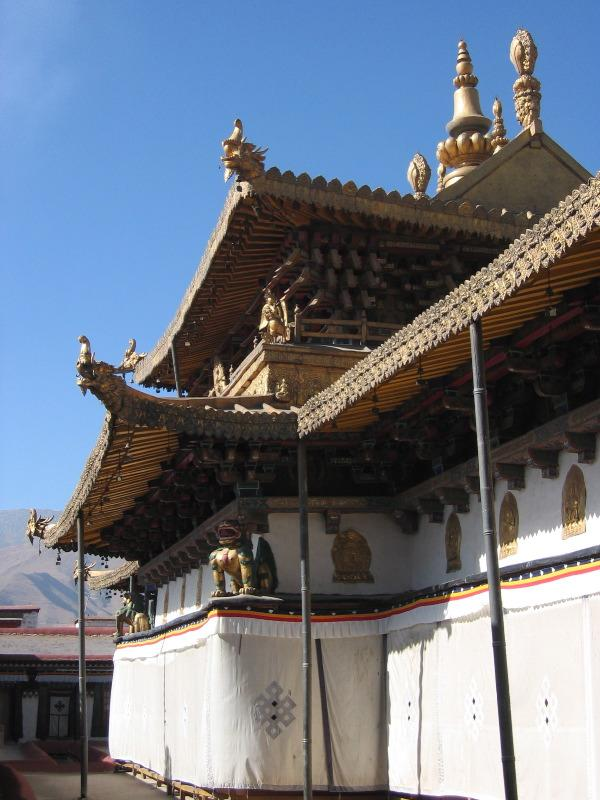
顶层殿宇

红宫位于布达拉宫的中央位置，外墙为红色。宫殿采用了曼荼罗布局，围绕着历代达赖的灵塔殿建造了许多经堂、佛殿，从而与白宫连为一体。最初是尺尊公主从尼泊尔带来的工匠设计建造的。

### 灵塔殿
红宫最主要的建筑是历代达赖喇嘛的灵塔殿，共有五座，分别是五世、七世、八世、九世和十三世。各殿形制相同，但规模不等。其中最大五世达赖灵塔殿（藏林静吉）殿高三层，由十六根大方柱支撑，中央安放五世达赖灵塔，两侧分别是十世和十二世达赖的灵塔。五世达赖灵塔殿的享堂西大殿（措钦鲁，亦名司西平措）是红宫中最大的殿堂，高6米多，面积达725.7平方米。殿内悬挂乾隆帝亲书的“涌莲初地”匾额，下置达赖宝座。整个殿堂雕梁画栋，有壁画698幅，内容多与五世达赖的生平有关。在红宫的西部是十三世达赖灵塔殿（格来顿觉），建于1936年，是布达拉宫最晚的建筑。其规模之大也可与五世达赖灵塔殿相媲美，殿内除了灵塔，还供奉着一尊银造的十三世达赖像和一座用20万颗珍珠、珊瑚珠编成的法物“曼扎”。

### 法王殿和圣者殿
红宫中的法王殿（曲结哲布或曲吉竹普）又叫法王洞，和圣者殿（帕巴拉康）相传都是吐蕃时期遗留下来的建筑。
法王殿正处在布达拉宫的中央位置，它的下面就是玛布日山的山尖。据说这里曾经是松赞干布的静修之所，现供奉着松赞干布、赤尊公主、文成公主以及大臣们的塑像。其中法王洞的文成公主像为泥质，双手妙手置于袖内，结跏趺座；外身套蓝底绣花披肩，内套咖啡色底绣花长裙，头戴绿色真丝头巾戴冠；双耳饰金缀，表情清秀淑美，呈唐代仕女之相。
圣者殿供奉松赞干布的主尊佛——一尊由檀香木天然形成的观世音菩萨像。

### 金顶
红宫的屋顶平台上布满各灵塔殿的金顶，全部是单檐歇山式，以木制斗拱承托外檐，上覆鎏金铜瓦。顶端立一大二小的三座宝塔，金光灿灿，煞是耀眼。屋顶外围的女墙用一种深紫红色的灌木垒砌而成，外缀各种金饰，墙顶立有巨大的鎏金宝幢和红色经幡，体现出强烈的藏式风格。

### 《清代布达拉宫红宫修砌图》
《清代布达拉宫红宫修砌图》是一副壁画，位于布达拉宫主体建筑红宫第二层回廊墙壁上。其高210厘米，宽160厘米，完整地描绘了清康熙年间7000名最好的工匠建造红宫的整个过程，也成为了不同民族地区工匠合作完成这项宏大建筑工程的历史实证。
壁画中有描绘泥匠们采制阿嘎土（现今对布达拉宫的修缮和保护中依然沿用阿嘎土）时的场景。阿嘎土作为一种优质建筑材料，制成的屋顶韧性极强，即使支撑木梁断裂屋顶也不易坍塌，但用工具帛多打阿嘎土的过程非常辛苦。当时的工人们在打制阿嘎土时经常唱歌，类似于劳动号子。

### 其他建筑
红宫中的另外一些宫殿也很重要。三界兴盛殿（萨松朗杰）是红宫最高的殿堂，藏有大量经书和清朝皇帝的画像,像皇帝在那裏居住一樣。坛城殿（洛拉康）有三个巨大的铜制坛城（曼陀罗），供奉密宗三佛。持明殿（仁增拉康）主供密宗宁玛派祖师莲花生及其化身像。世系殿（仲热拉康）供金质的释迦牟尼十二岁像和银质五世达赖像，十世达赖的灵塔也在此殿。

## 珍藏

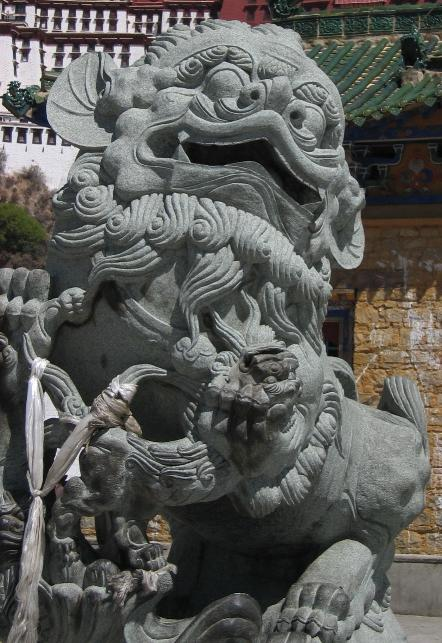
宫门前雪狮

布达拉宫所有宫殿、佛堂和走廊的墙壁上，都绘满了壁画，周围还有各种浮雕。壁画和雕塑大都绚丽多彩，题材主要有高原风景、历史传说、佛教故事和布达拉宫建造场面等，具有较高的历史和艺术价值。
宫内收藏了大量文物珍宝，有各式唐卡（佛教卷轴画）近万幅，金质、银质、玉石、木雕、泥塑的各类佛像数以万计。此外还有历代达赖喇嘛的灵塔，明清皇帝的赦书、印玺，各界赠送的印鉴、礼品、匾额和经卷，宫中自用的典籍、法器和供器等。其中如金汁书写的《甘珠尔》、《丹珠尔》（两者都是藏文的《大藏经》）、贝叶经《时轮注疏》、释迦牟尼指骨舍利、清朝皇帝御赐的金册金印等都堪称稀世珍宝，价值连城。
在丰富的藏品中，最重要的是安放历代达赖喇嘛遗体的灵塔。从五世到十三世，除了被革除教职的六世外，其余八位都建造了奢华的灵塔。这些灵塔大小有别，但形式相同，均由塔顶、塔瓶和塔座组成。塔顶一般十三阶，顶端镶以日月和火焰轮。塔瓶存放遗体，分成内外两间。外间设佛龛，供千手千眼观音像，内间一床一桌，床上安放达赖尸棺，书桌上放置达赖生前用过的一套法器和文房用品。所有灵塔都以金皮包裹、宝玉镶嵌，显得金碧辉煌。其中五世达赖的灵塔高达14.85米，当时为建造它，共花费白银104万两，并用去了11万两黄金和15000多颗珍珠、玛瑙、宝石等。十三世达赖的灵塔也高达14米，用去了1.9万两黄金。

## 周边情况

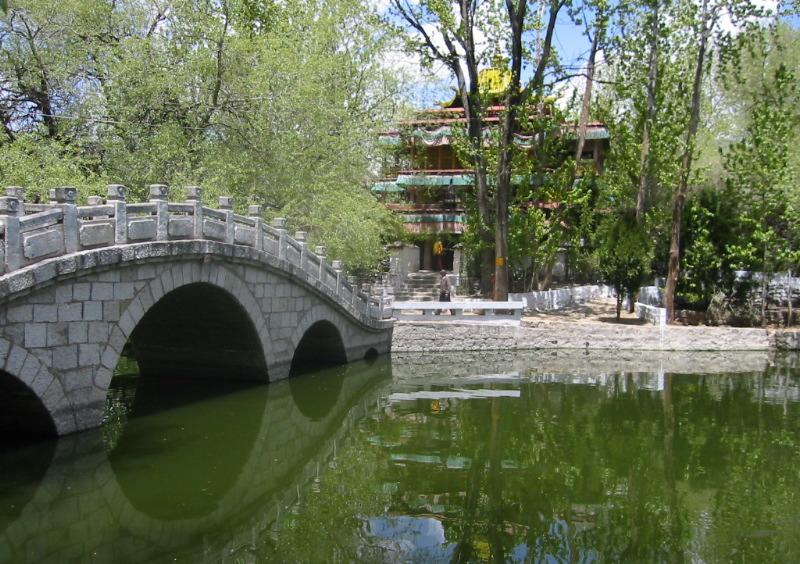
后山园林

布达拉宫主体建筑的东西两侧分别向下延伸，与高大的宫墙相接。宫墙高6米，底宽4.4米，顶宽2.8米，用夯土砌筑，外包砖石。墙的东、南、西侧各有一座三层的门楼，在东南和西北角还各有一座角楼。宫墙所包围的范围全都属于布达拉宫。
宫墙内的山前部分叫作“雪城”，分布着原西藏政府噶厦的办事机构，如法院、印经院和藏军司令部等。此外还有作坊、马厩、供水处、仓库、监狱等宫廷辅助设施也都设在这里。
宫墙内的山后部分称做“林卡”，主要是一组以龙王潭为中心的园林建筑，是布达拉宫的后花园。五世达赖重建布达拉宫时在此取土，形成深潭。后来六世达赖在湖心建造了三层八角形的琉璃亭，内供龙王像，故此称为龙王潭。
红山的右侧有一座药王山，山上有17世纪建造的一座藏医学院。宫前公路南侧有一块“达扎路恭纪功碑”，是吐蕃赞普赤松德赞为表彰其大将达扎路恭于唐广德元年（763年）率兵攻掠长安而建立的。在宫墙周边，近年来新建了不少商业设施，与布达拉宫庄严肃穆的气氛形成强烈的反差。

## 参见

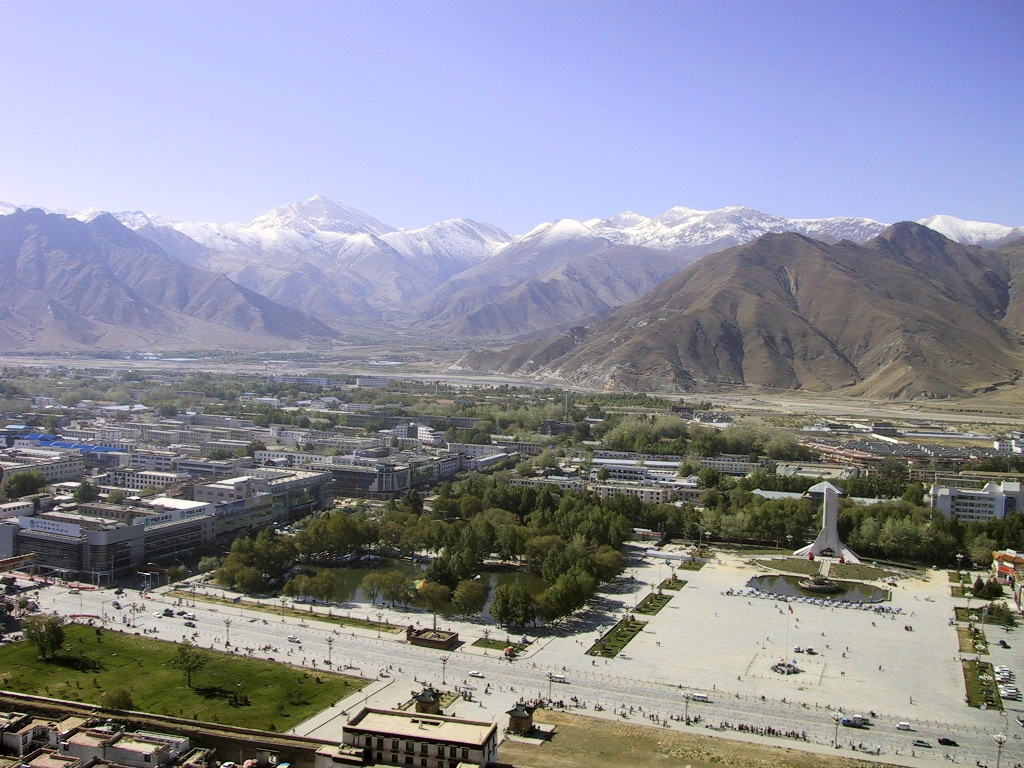
从布达拉宫俯瞰拉萨市区

## 外部连接
- 官方网站